# 體外震波
體外震波（英語：Extracorporeal Shockwave Therapy），亦稱ESWT，是現行一種進行廣泛醫療行為的療法，最開始為1980年起被使用於腎結石的碎石術治療，隨後，由於其無副作用、操作簡單、療程短、能治療至痊癒等等的特性，各國醫學界開始進行其在各方面的研究與應用，目前在骨科、復健科、心臟科、泌尿科等皆有文獻探討與推廣應用。

## 聚焦式與擴散式
根據震波的產生與治療原理，體外震波可分為聚焦式與擴散式，其兩者的差異主要於震波的產生方式、聚焦方式、波形等，並且具體表現在臨床表現中。當中，由於僅具按摩止痛作用，擴散式震波正逐漸被聚焦式震波取代。

### 聚焦式震波
聚焦式震波（英語：Focused Shock Wave），目前醫學界的主要使用震波類型，在實質上已與ESWT劃上等號。
產生方式
- 水中火花放電式（英語：Electrohydraulic）
- 電磁感應式（英語：Electromagnetic）
- 壓電式（英語：Piezoelectric）

波形
- 能量能聚焦於同一點
- 是震波
- 是鋸齒波（英語：Sawtooth Wave）
- 是高頻與低頻之混合波形
- 與超音波有相同物理性質

即可在水中但不可於空氣中傳導
臨床表現
- 止痛
- 抗發炎
- 組織再生
- 血管新生

### 擴散式震波
擴散式震波（英語：Radial Shock Wave），過去被廣泛用於復健科的按摩震波類型，通常為止痛療程的一部分，但現今已逐漸被聚焦式震波取代。
產生方式
- 空氣彈道式（英語：Ballistically produced Pressure Wave）

應用牛頓第三運動定律來產生壓力波
波形
- 能量僅可向一大致方向擴散
- 是壓力波（英語：Pressurewave）
- 是 S 型波（英語：S-Type Wave）

臨床表現
- 短暫止痛

## 應用面
自1990年起，各國各地開始就震波作各式的應用，雖因只有四分之一世紀的歷程而缺乏長期效果報告，但因為無副作用、成效長遠、療程短、效果深、操作簡單等等因素而備受期待，現正廣泛地持續應用於新的適應症中。

### 心臟
體外心臟震波治療是利用低能量的震波，在心臟超音波的導引下，利用震波按摩心臟的肌肉，治療的短期效果會擴張冠狀動脈血管以增加心肌血流，長期而言，則會刺激心臟產生新生的小血管，增加心肌灌流，改善心肌缺氧、心絞痛，並進一步改善心臟功能。
基本上體外心臟震波沒有什麼副作用，從過去的研究及臨床的經驗來看，體外心臟震波並不會造成心臟受傷，不會造成心肌損傷指數增加，不會引發嚴重心律不整，只有少許的病人在接受治療時會有輕微刺痛的感覺，而此大部分的不適感是心臟超音波探頭壓迫到胸部肌肉或肋骨產生的不舒服。體外心臟震波治療就好像在接受心臟超音波檢查一樣，事實上亦是如此，平躺在超音波的檢查床上，並黏上心電圖的導極貼片做為心律的監視，於左胸壁塗上一般超音波檢查用的人工膠以確保震波棒與皮膚的密切接觸，震波棒治療的位置及深度將由心臟超音波的指引來進行。每次心臟將有三個以上的點來接受震波的治療，而每點接受震波約一百下。在治療的過程中，心臟科醫師將在旁協助治療，並持續心電圖監測，以確保沒有嚴重心律不整的發生。
心臟震波治療的效果可以改善心絞痛的程度，一般而言，在治療後，平均可減少加拿大心絞痛層級一級，在運動心電圖機器上平均增加一分鐘以上的運動時間，而心臟血流灌注鉈201的心肌掃瞄，約有百分之七十至八十左右的病人可以得到血流及症狀的改善。在心臟超音波的追蹤下也發現，心臟的收縮功能會進步，使心臟變得更有力量，同時缺氧的心肌功能收縮力也會改善。
基本上，一般病人治療的次數及時間取決於心肌缺氧的範圍大小來決定，原則上標準須接受完整療程共九次的治療，九次的治療分三個月來進行。目前所通用的治療方法是第一星期接受三次的治療然後休息三星期，第五個星期再接受三次的治療，再休息三星期，於第九個星期再接受三次的治療，共九次療程。而每星期三次的治療可以每間隔一天的方式來進行，也可以每天的方式來進行。至於使用哪一種方式，取決於治療醫師及病患時間的方便性來決定，而每次治療的時間約為三十分鐘到一個半鐘頭。
然而此治療並非適合所有病患，不適合此治療者包括:嚴重肺氣腫導致心臟超音波影像不清楚者、經心臟超音波檢查發現心臟腔室內有血栓者、病人接受過心臟節律 器置放後、病人接受過金屬人工瓣膜置放後等。此新型非侵入性的心臟震波治療提供冠狀動脈心臟病患者另一種不同的治療契機，改善心絞痛與心肌缺氧的狀況。

## 醫療機種之差別
由於各地醫學界都已認識到聚焦式與擴散式的原理，並以聚焦式震波為主流，目前大多震波治療機廠商皆以製造聚焦式震波治療機為主，但因產生原理、元件材料、機種操作方式等不同，治療成效仍有個別差異。